# Adam Wiercioch
Adam Andrzej Wiercioch (Gliwice, 1 de noviembre de 1980) es un deportista polaco que compitió en esgrima, especialista en la modalidad de espada.
Participó en los Juegos Olímpicos de Pekín 2008, obteniendo una medalla de plata en la prueba por equipos (junto con Tomasz Motyka, Radosław Zawrotniak y Robert Andrzejuk).
Ganó una medalla de bronce en el Campeonato Mundial de Esgrima de 2009 y cuatro medallas en el Campeonato Europeo de Esgrima entre los años 2002 y 2006.

## Palmarés internacional
| Juegos Olímpicos   | Juegos Olímpicos       | Juegos Olímpicos  | Juegos Olímpicos   |
| Año                | Lugar                  | Medalla           | Prueba             |
| ------------------ | ---------------------- | ----------------- | ------------------ |
| 2008               | Pekín (China)          | Medalla de plata  | Espada por equipos |
| Campeonato Mundial |                        |                   |                    |
| Año                | Lugar                  | Medalla           | Prueba             |
| 2009               | Antalya (Turquía)      | Medalla de bronce | Espada por equipos |
| Campeonato Europeo |                        |                   |                    |
| Año                | Lugar                  | Medalla           | Prueba             |
| 2002               | Moscú (Rusia)          | Medalla de plata  | Espada por equipos |
| 2004               | Copenhague (Dinamarca) | Medalla de plata  | Espada por equipos |
| 2005               | Zalaegerszeg (Hungría) | Medalla de oro    | Espada por equipos |
| 2006               | Esmirna (Turquía)      | Medalla de plata  | Espada por equipos |